# 诗千鹤
诗千鹤（日语：／，3月9日—），現寶塚歌劇團星組主演娘役，暱稱、（北海道札幌市人，曾就讀於藤女子高等學校，身高160公分，曉千星的搭檔。

## 簡介
- 2019年進入寶塚歌劇團[1]，105期生[3]，同期有稀惺かずと(現星組男役)、星空美咲(花組主演娘役)、音彩唯(現雪組娘役)、山吹ひばり(現宙組娘役)[4]。初次登台表演是宙組公演『オーシャンズ11（瞞天過海)』[5]，5月7日被分配到月組[4]。後來在2021年11月4日被調到星組[6]。
- 2022年，『めぐり会いは再び next generation－真夜中の依頼人(再次相逢Next Generation─深夜中的委託人(Midnight Girlfriend)─)』她首度擔任新人公演女主角[7]。
- 2023年梅田藝術劇場、日本青年館公演『Le Rouge et le Noir(紅與黑)』，和有沙瞳一起擔任東上(東京特別公演)的女主角[8]；接下來『1789-バスティーユの恋人たち-(1789 ─巴士底獄的戀人們─)』再次擔任新人公演女主角，另外在每日公演結束擔任領唱的歌姬(エトワール)[9]。同年『My Last Joke-虚構に生きる-』則是她第一次擔任寶塚Bow Hall公演女主角[10]。
- 2024年10月，再次被選為寶塚Bow Hall公演女主角，劇目是『にぎたつの海に月出づ(月出熟田津之海)』。
- 2025年3月27日，寶塚官方宣布已預定她為下任星組主演娘役，擔任曉千星的搭檔。披露目是全國巡迴公演『ダンサ セレナータ(舞者小夜曲)』『Tiara Azul －Destino－（ティアラ・アスール　ディスティーノ）II(藍色王冠-命運2)』

## 寶塚歌劇團時期

### 初舞台
- 2019年4-5月 寶塚大劇場 宙組公演『オーシャンズ11（瞞天過海)』[11]

### 月組時期
- 2019年10-12月『I AM FROM AUSTRIA-故郷（ふるさと）は甘き調（しら）べ-(I AM FROM AUSTRIA－故鄉如甜美的旋律)』新人公演 飾演:シュティーグル(Steigl)(正式公演:きよら羽龍)[12]
- 2020年2月 梅田藝術劇場、東京建物 Brillia HALL『出島小宇宙戰爭』飾演:セレネ(瑟琳娜/Selene)[13]
- 2020年9月-2021年1月 『WELCOME TO TAKARAZUKA-雪と月と花と-(WELCOME TO TAKARAZUKA ─雪與月和花─)』『ピガール狂騒曲(皮加勒隨想曲，改編「第十二夜」)』飾演:ヴィヴィアーヌ(薇薇安/Viviane)※和きよら羽龍輪流飾演[14]
- 2021年2-3月 TBS赤阪ACT劇場、梅田藝術劇場『ダル・レークの恋(達爾湖之戀)』飾演:ビーナ(維娜)[15]
- 2021年5-8月 『櫻嵐記』飾演:少年楠木正時 新人公演 飾演:祝子(正式公演:蘭世惠翔)『Dream Chaser(逐夢者)』[16]
- 2021年10-11月 博多座『川霧の橋(川霧之橋，改編山本周五郎原作小說「柳橋物語」)』飾演:藝妓阿秋『Dream Chaser-新たな夢へ-(逐夢者-為了新的夢想)』

### 星組時期
- 2022年2月 KAAT神奈川藝術劇場『ザ・ジェントル・ライアー〜英国的、紳士と淑女のゲーム〜(改編王爾德原著「理想丈夫」)』飾演:メイベル・チルターン(梅貝爾・奇爾特恩/Mabel・Chiltern) [17][18]
- 2022年4-5月 寶塚大劇場『めぐり会いは再び next generation-真夜中の依頼人(再次相逢Next Generation─深夜中的委託人(Midnight Girlfriend)─)』飾演:ポルックス(波露克絲/Pollux)『Gran Cantante（グラン カンタンテ）!!(了不起的歌手)』※新人公演取消[19]
- 2022年6-7月 東京寶塚劇場『めぐり会いは再び next generation-真夜中の依頼人(再次相逢Next Generation─深夜中的委託人(Midnight Girlfriend)─)』飾演:ポルックス(波露克絲/Pollux) 新人公演 飾演:アンジェリーク(安琪莉可/Angelique)(正式公演:舞空瞳)『Gran Cantante!!(了不起的歌手)』＊第一次擔任新人公演女主角[1][19]
- 2022年9月 『モンテ・クリスト伯(基度山恩仇記)』飾演:エデ姫(海蒂公主)『Gran Cantante!!(了不起的歌手)』※全國巡迴演出[20]
- 2022年11月-2023年2月 『ディミトリ〜曙光に散る、紫の花〜(徳米特里～在曙光下飄落的紫之花～)』飾演:シブルズネ 新人公演 飾演:カティア(正式公演:水乃ゆり))『JAGUAR BEAT-ジャガービート-』飾演:カゲソロ[21]
- 2023年3-4月 梅田藝術劇場、日本青年館『Le Rouge et le Noir〜赤と黒〜(紅與黑)』飾演:マチルド・ド・ラ・モール(瑪蒂爾德·莫爾/Mathilde de la Mole) ＊東上(東京特別公演)雙女主角之一 [22][23]
- 2023年6-7月 寶塚大劇場 『1789-バスティーユの恋人たち-(1789 ─巴士底獄的戀人們─)』飾演:リュシル(露西爾·迪普萊西/Lucile Desmoulins)[9][24][25]＊第一次擔任每日謝幕領唱的歌姬(エトワール)※新人公演取消
- 2023年7-8月 東京寶塚劇場 『1789-バスティーユの恋人たち-(1789 ─巴士底獄的戀人們─)』飾演:リュシル(露西爾·迪普萊西/Lucile Desmoulins) 新人公演 飾演:オランプ・デュ・ピュジェ(奧蘭普·德·皮吉特) (正式公演:舞空瞳)＊擔任新人公演女主角[25]
- 2023年10月 寶塚Bow Hall 『My Last Joke-虚構に生きる-(最後的笑話-生活在虛構中)』飾演:ヴァージニア・クレム(維吉妮亞・克萊姆)＊第一次擔任寶塚Bow Hall公演女主角[26][27][28]
- 2024年1-2月 寶塚大劇場『RRR×TAKA"R"AZUKA〜√Bheem〜（アールアールアール バイ タカラヅカ〜ルートビーム〜）(RRR by 寶塚 ～根號比姆～,翻拍印度片「RRR」)』飾演:シータ(賽塔/Theta)『VIOLETOPIA（ヴィオレトピア）(紫羅蘭托邦)』[29]
- 2024年2-4月 東京寶塚劇場 『RRR×TAKA"R"AZUKA〜√Bheem〜（アールアールアール バイ タカラヅカ〜ルートビーム〜）(RRR by 寶塚 ～根號比姆～,翻拍印度片「RRR」)』飾演:シータ(賽塔/Theta) 新人公演 飾演:SINGERRR女 (正式公演:都優奈)『VIOLETOPIA（ヴィオレトピア）(紫羅蘭托邦)』
- 2024年5月30日-6月16日 東急シアターオーブ(東急劇場Orb) 『BIG FISH（ビッグ・フィッシュ）(大智若魚)』飾演:サンドラ（若かりし頃）(年輕時的桑德拉)[30]
- 2024年8-12月『記憶にございません！(失憶的總理大臣)』飾演:番場のぞみ(番場希美) 新人公演 飾演:壽賀さん(正式公演:白妙なつ)『Tiara Azul －Destino－（ティアラ・アスール　ディスティノ）(藍色王冠-命運)』[31]
- 2025年1-2月 寶塚Bow Hall公演 『にぎたつの海に月出づ(月出熟田津之海)』飾演:寶皇女（たからのひめみこ）＊擔任寶塚Bow Hall公演女主角
- 2025年4-8月 『阿修羅城の瞳(阿修羅城之瞳，改編劇團☆新感線製作，中島一基編劇同名舞台劇)』飾演:桜姫（さくらひめ）新人公演 飾演:闇のつばき(樁)(正式公演:曉千星)『エスペラント！(世界語/希望語)』＊擔任新人公演女主角

### 星組主演娘役時期
- 2025年9-10月『ダンサ セレナータ(舞者小夜曲)』『Tiara Azul －Destino－（ティアラ・アスール　ディスティーノ）II(藍色王冠-命運2)』飾演:モニカ(莫妮卡)＊主演娘役披露目公演※全國巡迴公演
- 2026年1-4月『恋する天動説(戀愛天動說)』『DYNAMIC NOVA(活躍新星)』＊主演娘役大劇場披露目公演

### 寶塚其他相關活動
- 2019年7月 ホテル阪急インターナショナル(阪急國際飯店)『宝塚巴里祭2019』(2019年寶塚巴黎祭)[32]

## 外部連結
- 寶塚官網诗千鹤的介紹頁面 （页面存档备份，存于）